# Pan por Dios
El pan por Dios (en portugués: pão-por-Deus) es una petición ritual realizada con motivo del Día de Todos los Santos, asociada a prácticas relacionadas con las comidas ceremoniales del culto a los muertos en su "Día de Muertos" o "Día de Difuntos". En Galicia a ese bollo se le llama miga (migallo). En Tenerife se le llama "Pan por Dios" o "Los Santitos". En Florianópolis tiene el nombre de "Finadinho" o pan para Dios.

## Historia
El pedido de pan para Dios está asociado con la antigua costumbre de ofrecer pan, pasteles, vino y otros alimentos al difunto. Era costumbre "durante el año, los domingos y festivos, ofrecerse a la devoción tortas, o botellas de vino, y ciertos panes, que se colocaban sobre una toalla extendida sobre la tumba del difunto, y una vela encendida". También se llegaron a colocar pan, vino y dinero en el ataúd del difunto para el viaje. En el canon LXIX del II Concilio de Braga del año 572, estaba prohibido llevar comida a la tumba.
Las peticiones por las almas se realizan durante todo el año, en enero por los caretos, durante la Cuaresma se cantan las almas santas y se lleva a cabo una petición (pregunte por las janeirinhas, pregunte por los mayas, pregunte por los pequeños reyes son legados que, al igual que los caretos, forman parte del ciclo de mendicidad ritual que se realiza durante todo el año) como el "caminante de las almas", que pedía limosna para las almas.
En las Azores, se creía que un alma podía amargar el pan. Para que esto no sucediera, el pan de la primera tanda, "el pan de las almas", se colocaba en una silla en la calle fuera de la casa, tapado con un paño, para que la primera persona que pasara lo tomara para sí o dárselo a alguien más necesitado.

## Peditorio
En Portugal, el 1 de noviembre, día de Todos los Santos, los niños salen a la calle y se reúnen en pequeños grupos para pedir el Pão-por-Deus (o un pastel) de puerta en puerta. El día del pan para Dios, o el día de todos los fieles difuntos, era el día en que se compartía el pan horneado con los pobres.
Registrado en el siglo XV como el día en el que también se pagaba un determinado foro: "Se paga dicho foro todos los años en un día de pan para Dios". El primer día de la Fiesta de Todos los Santos fue llamado en los documentos legales del siglo XV el "Día del Pan para Dios".
También es costumbre en algunas regiones que los padrinos ofrezcan un pastel, el santoro. Santoro es una especie de pan bendecido, una torta larga que se da el día de Muertos o Todos los Santos y que tiene forma de tibia. Preguntar por el "santorinho", que comenzó en los últimos días de octubre, fue el nombre que se le dio a la tradición en la que los niños solos o en grupos, cargando un bolso, iban de puerta en puerta a buscar dulces. En Trás-os-Montes piden el “pan de almas”.
Los niños cuando piden el pan de Dios recitan versos y se les dan como ofrenda: pan, bollos, tortas, granadas y nueces, altramuces, almendras o castañas que ponen en su tela, sábana o borlas. En algunos pueblos del centro y Extremadura este día se llama 'Dia de las galletas'. Las típicas galletas se elaboran especialmente para este día, siendo elaboradas con harina e hinojo con miel (en otros lugares lleva camote y calabaza) y frutos secos como pasas y nueces.
Hay varios versos para pedir el pan de Dios: así dicen

Ó tia, dá Pão-por-Deus?
Se o não tem Dê-lho Deus!.

O entonces:

Pão por Deus,
Fiel de Deus,
Bolinho no saco,

Andai com Deus.

Como no es muy aceptable rechazar el bollo para los niños, las excusas fueron creativas:

Olha foram-me os ratos ao pote e não me deixaram farelo nem farelote

A quien rechaza el pan de Dios se le pide una maldición en verso o deja una amenaza mientras huye en grupo y se ríe:

senão leva com a caneca no focinho!

El término "taza" podría reemplazarse por barra o "cavaca" (un trozo de leña).
En la primera mitad del siglo XX, cuando los niños iban a pedir el pan de Dios, acompañados de un adulto, traían una vela encendida:
“ En esta misma ciudad de Coimbra, donde nos encontramos hoy [1963], es costumbre que grupos de niños caminen por las calles, el 31 de octubre y el 1 y 2 de noviembre, al anochecer, con una calabaza hueca y agujeros cortados para hacer los ojos, la nariz y la boca, como si fuera una calavera, y con un tocón de vela encendido en su interior, para darle un aspecto más macabro" 
“ En Coimbra, la colección menciona« Colinhos, bolinhós », y el grupo trae una calabaza vacía con dos agujeros que muestran los ojos de un personaje y una vela encendida en su interior [...] " 
Los niños y adultos que participan en las peticiones representan las almas de los muertos que "en este día vagan por el mundo", cuando piden pan para compartir con las almas. El pan para Dios es una ofrenda hecha a las almas mismas. En Barqueiros, en el municipio de Mesão Frio, a la medianoche del 1 al 2 de noviembre, se instaló una mesa con castañas para que los familiares fallecidos comieran allí durante la noche “y luego nadie debe tocar este alimento, porque se babearía. de los muertos”.
En la parroquia de Vila Nova de Monsarros, Anadia, los niños hicieron el "santório", recibieron frutas y pasteles y cada niño llevaba una calabaza hueca con una figura de cara, con una vela en su interior.
“En Roriz no se llama pan para Dios, ni galletas, ni comezaina que se da a los niños en el Día de Todos los Santos o el Día de los Difuntos. Lo que los muchachos van a pedir por puertas, como dicen, es: los fieles de Dios."
En las Azores, los niños reciben "caspiadas" durante la recolección, pasteles con forma de la parte superior de una calavera, claramente un manjar ritual del culto a los muertos.
Con el tiempo, Pão-por-Deus ha sufrido algunos cambios, los niños que van de puerta en puerta pueden recibir dinero, dulces o chocolates. Esta actividad también se lleva a cabo en las afueras de Lisboa. Solía recordar a algunas personas lo ocurrido el 1 de noviembre de 1755, durante el terremoto de Lisboa, cuando las personas que vieron destruidas todas sus posesiones en la catástrofe tuvieron que pedir "pan para Dios" en las localidades que no habían sufrido daño.
El pan para Dios es el pan u ofrenda que se da a los muertos, el Molete o Samagaio (Sábado, la ira del niño) el pan o las ofrendas que se dan cuando nace un niño.
En esta fecha, en Inglaterra, también se solicitó antaño el "pastel del alma"  que se supone dio lugar a la tradición del truco o trato en los Estados Unidos. En Bretaña equivale al rito de " bara ann anaon " o pan de muertos.

## Después de la petición alimentando a los muertos
- "alma leña", "alma leña" o "alma leña"

La leña se recoge o se roba en un ritual en el que participan jóvenes solteros y luego se subasta o se vende en subasta en el Largo das vilas.
- zurdo de los santos

El "canhoto" o "fuego de los santos" se enciende en el cementerio y alrededor del fuego la población bebe vino y come castañas, en el tradicional "magusto dos santos" casi en silencio.
- el magusto de los santos

Según Leite de Vasconcelos, en la noche de Todos os Santos, en Barqueiros, era tradición preparar, a medianoche, una mesa con castañas para que los difuntos de la familia fueran a comer; nadie más tocó las castañas porque se decía que eran "la baba del muerto". También es costumbre dejar un lugar en la mesa para los muertos o dejar la mesa llena de manjares durante toda la noche para las "almas". En Nochebuena, las almas comerán las delicias colocadas en un plato fuera de la casa con una luz al lado para iluminarlas. Aparecen en forma de mariposas: blancas si están en un buen lugar, negras si están en un mal lugar.

## Patrimonio inmaterial portugués
“La implantación progresiva del Halloween en Portugal desde los últimos años del siglo XX constituye un ejemplo de amenaza o riesgo para la continuidad del “Pão-por-Deus” como manifestación del Patrimonio Inmaterial Portugués, por varias razones. Primero, reemplaza los versos tradicionales, manifestaciones de la tradición oral de la comunidad, con expresiones orales originadas en inglés ("Trick or treat!" / "¡Truco o trato!" ). En segundo lugar, introduce en esta colección ceremonial infantil el uso de máscaras y disfraces muy similares a los utilizados en el Carnaval, pero que tradicionalmente estaban totalmente ausentes del “Pão-por-Deus”. Finalmente, y así expresado por los cambios en el nombre de la tradición, la forma y contenido de la tradición oral, y también el tipo de máscaras que empezaron a ser utilizadas por los niños, la introducción deL "Halloween" eliminó por completo las connotaciones religiosas muy presentes en la antigua tradición del "Pan para Dios" ". 

## En Brasil
Esta es una costumbre de origen portugués pero se da a ambos lados del Océano Atlántico. Tanto en Juncal en Portugal como en FESTILHA, que rescata tradiciones en la isla de São Francisco do Sul, estado de Santa Catarina, Brasil.
En FESTILLA, el pan de Dios se ordena a través de una figura hecha de un corte de papel satinado, generalmente un corazón, con cuatro lados que se yuxtaponen al doblar, volviéndose blancos por dentro y azules, rojos o por fuera. Amarillo . Sus bordes tienen una pequeña franja de encaje. En la cara interior blanca están escritos uno o dos cuadrados en los que se solicita la donación, como este:
```
Ahí va mi corazón
 
Pan para Dios

Solo con nadie más
 
que Dios me dio

Ve a pedir la
 
limosna de Pan para Dios

A quien amo tanto
 
por el alma tuya
```

## Lista de ubicaciones
| Nombre de la tradición | Nombre de la orden                           | Ofrecimiento                                                                                                | Accesorio | localización           | Fecha                                            | Árbitro.      |
| ---------------------- | -------------------------------------------- | --- | --- | ---------------------- | ------------------------------------------------ | ------------- |
| dia del pan para dios  | Pan para dios                                | Escaldados (panes pequeños, elaborados con harina de trigo y maíz, y enriquecidos con mantequilla y azúcar) | | Azores                 |                                                  | [ 48 ]        |
| dia del pan para dios  | Pan para dios                                | Caspiadas (panes con forma de cráneo); monedas; caramelos, dulces, castañas, naranjas,                      | bolsitas de patchwork | Azores                 |                                                  | [ 49 ]        |
| Día de la galleta      | Bollo                                        | | |                        |                                                  |               |
| '                      | Santoro                                      | Santoro (pan bendito, una torta larga, con forma de tibia)                                                  | |                        |                                                  |               |
| '                      | Santorio                                     | surtido de frutas y pasteles                                                                                | Cada niño llevaba una o más calabazas huecas, con agujeros en la piel, que a veces representaban caras. Dentro de las calabazas encendieron velas.            | Vila Nova de Monsarros | 1 de noviembre: la llamada fue por la noche      | [ 50 ]        |
| '                      | fiel de dios                                 | | | Braga                  | 1 de noviembre - la llamada fue por la tarde     | [ 51 ]        |
| '                      | fiel de dios                                 | | | Roriz                  | 1 y 2 de noviembre                               | [ 52 ]        |
|                        | bolas de masa hervida, bolas de masa hervida | | una calabaza hueca con agujeros dentados para ojos, nariz y boca, como si fuera una calavera, y con un cabo de vela encendida en su interior. cestas o bolsas | Coimbra                | 31 de octubre y 1 y 2 de noviembre, al anochecer | [ 53 ] [ 54 ] |